# 周波数分割多元接続

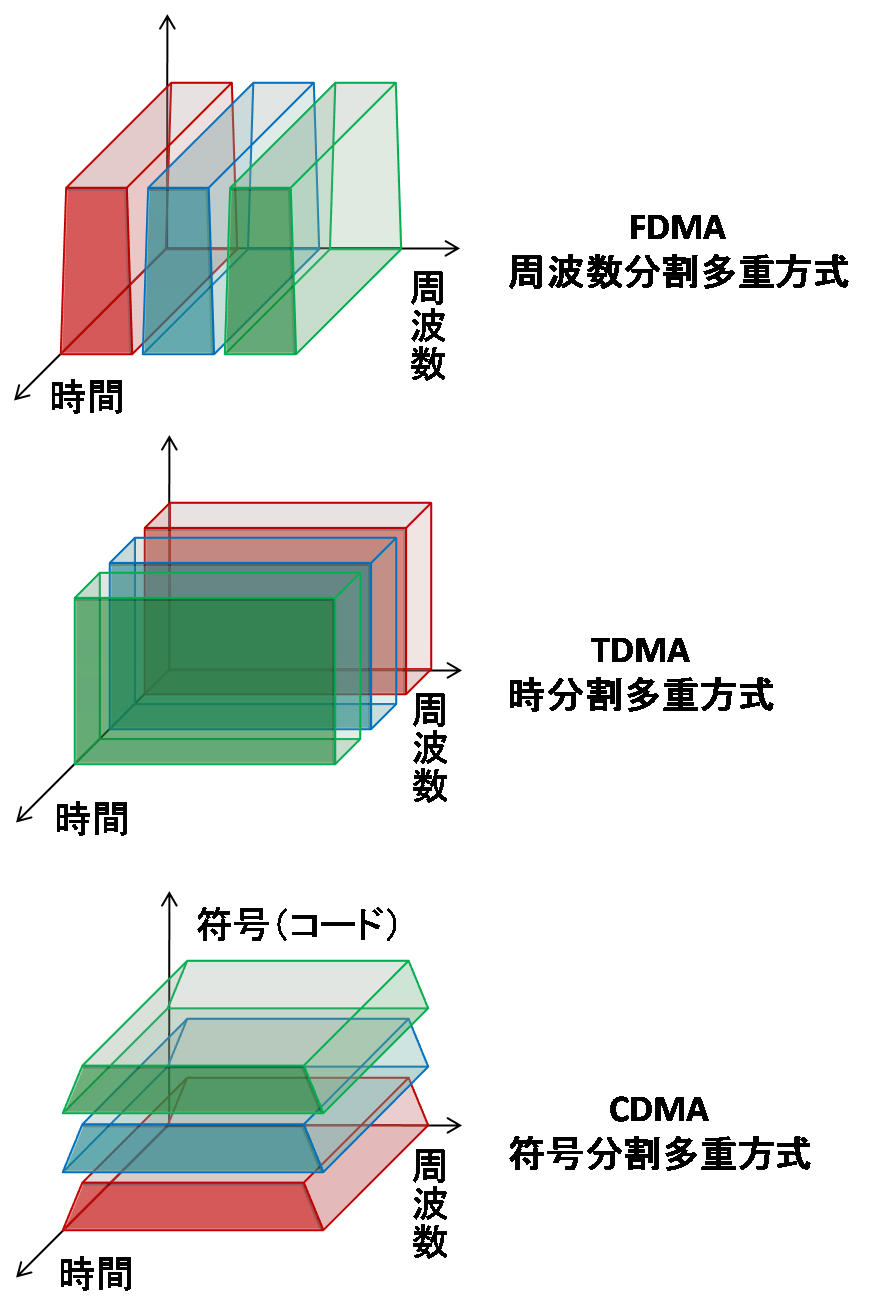
多元接続 (FDMA、TDMA、CDMA)

周波数分割多元接続（しゅうはすうぶんかつたげんせつぞく、英: Frequency-Division Multiple Access、FDMA）とは、電波の周波数帯を複数の帯域に分割することで多元接続を行う無線通信技術である。各無線局にはそれぞれ異なる搬送周波数が割り当てられる。
要求割当多元接続 (DAMA : Demand Assigned Multiple Access) の場合、接続確立時と終了時になんらかの制御機構を必要とする。その結果、任意の部分帯域をどの地球局にでも割り当て可能となる。
FDMA には要求割当の他に固定割当 (PAMA : Pre-Assigned Multiple Access) もある。要求割当は、統計的割当処理を使って一時的に搬送周波数を割り当てることで、全てのユーザーに対してトランスポンダの帯域への連続なアクセスを可能とする。世界初の要求割当システムを開発したのはCOMSAT社で、インテルサット衛星で使われた。
FDMAは技術的には比較的簡単に実装可能であるが、相互干渉を避けるためのガードバンドが必要であり、スペクトル効率はTDMAやCDMAに比べると低い。第1世代移動体通信では FDMA 方式が採用されていた。